# Sein ist Anderssein
Sein ist Anderssein ist ein deutscher Dokumentarfilm der Babel TV Film und Video GmbH im Auftrag des SWF Baden-Baden aus dem Jahr 1993, der im SWF ausgestrahlt wurde. Der Film wurde am 1. Dezember 1996 und am 4. Dezember 1996 wiederholt. Er entstand in den Jahren 1988 bis 1995 als dritte Folge einer Serie von vier Filmen, die den Wiederaufbau der Neuen Synagoge dokumentiert: „ Ner Tamid, Ewiges Licht“, „Vergeben und versöhnen ist nicht vergessen“, „Sein ist Anderssein“ und „Auferstehung – Neue Synagoge Centrum Judaicum“. Der Film wurde von Roza Berger-Fiedler produziert, die als Geschäftsführerin der BABEL Film und Video GmbH & Agentur und mit ihrem gleichnamigen Magazin Babel TV ein Nachrichten-Programm über das jüdische Leben in Berlin unterhält. Die Dokumentarische entstand in Zusammenarbeit mit Harry Hornig, Peter von Herwardt, Gunter Breßler, Rudolf Völkel, Holger Rogge. Die Produktionsleitung erfolgte durch Uwe Kremp, und Raimund Ulbrich leitete die Redaktion.

## Handlung

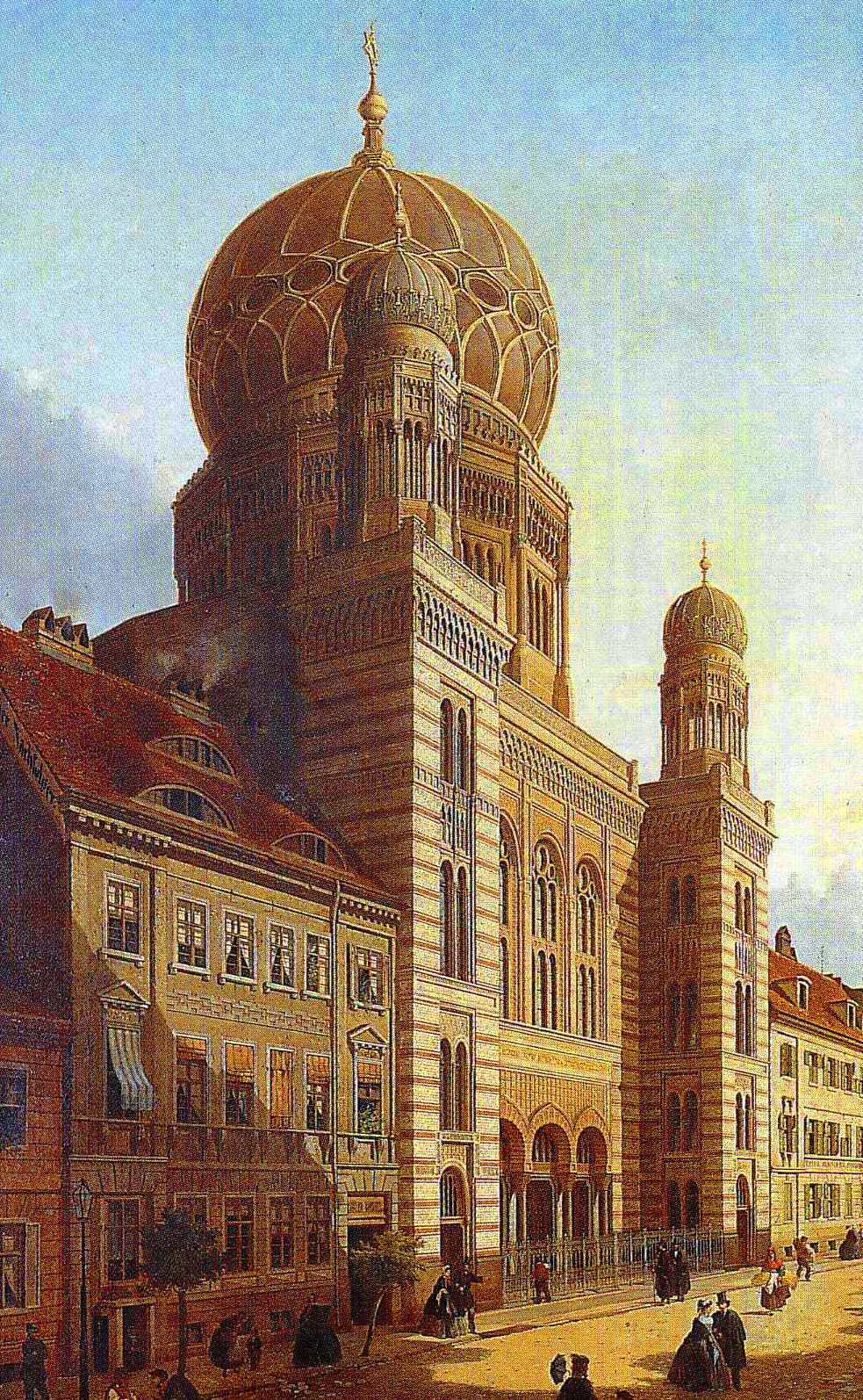
Zustand der Synagoge bei der Fertigstellung

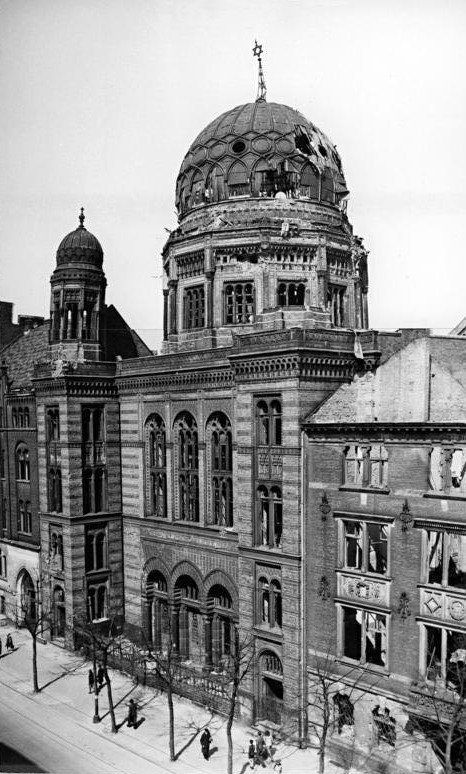
Zustand der Synagoge in der Nachkriegszeit

### Jedes Sein ist ein Anderssein
Der Dokumentarfilm beschreibt den Wiederaufbau der Neuen Synagoge in Berlin. Mit dem Wiederaufbau verknüpfte Berger-Fiedler die Frage über Sein und Anderssein:

„Durch Blüten, durch Sträucher, durch die Blätter der Bäume schimmern sie in ihrem goldenen Glanz: Die neuen Kuppeln der wieder entstehenden neuen Synagoge. Ein Anlass für Gedanken über Sein und Anderssein. Für mich seit frühesten Jahren die Frage: Warum ist Anderssein schlechter sein. Warum muss anderssein schlecht sein. Ist doch jedes Sein ein Anderssein.“

### Geschichte des Bauwerks
Der Film zeigt den historischen Hintergrund der Entstehung des Bauwerks über seine Einweihung am 5. September 1866 bis hin zu seinem 1991 vollendeten Wiederaufbau. 
Aus zahlreichen Quellen wie der National-Zeitung vom 6. September 1866 werden die Synagoge betreffende Aussagen zitiert: „ [...] Das neue Gotteshaus ist ein Stolz der jüdischen Gemeinde Berlins, aber noch mehr, es ist eine Zierde der Stadt, eine der beachtenswertesten Schöpfungen der modernen Architektur im maurischen Stil und eine der vornehmsten Bauunternehmungen, die in den letzten Jahren die norddeutsche Residenz ausgeführt hat [...]“. Die Regisseurin kommentiert dazu: „Von heute aus betrachtet, könnte man meinen, die Stadt hätte wirklich etwas mehr als nur das Baugelände, das sie an die Gemeinde verkauft hatte, geliefert. Doch die neue Synagoge konnte nur gerade ein Menschenalter lang den Menschen dienen ...“.
Gemäß einem Protokoll vom 6. August 1958, unterzeichnet von Rabbiner Martin Riesenburger, heißt es zur Sprengung des Hauptraumes:„... die im Jahre 1866 geweihte große Gemeindesynagoge der jüdischen Gemeinde von Berlin musste infolge hoher Einsturzgefahr im Mittelteil am heutigen Tage den 20. Aw 5718 nach jüdischer Zeitrechnung, das ist am 6.August 58, gesprengt werden. Die Vorderfront dieses Gotteshauses bleibt erhalten zur dauernden Erinnerung und zur Mahnung für alle Zeiten.“ Abschließend wird in dem Filmdokument festgestellt, dass es in der damaligen Zeit irgendwie ein Trend in Deutschland war, Gotteshäuser nicht wieder aufzubauen, im Osten wie im Westen.

### Geschichte der Juden in Berlin
Der Film beschreibt die Geschichte der Juden in Berlin, denn die ersten Edikte erlaubten ihnen keinen Bau von Synagogen. Dazu wird das Berliner Edikt vom 21. Mai 1671 Edikt wegen aufgenommenen 50 Familien Schutzjuden, jedoch dass sie keine Synagogen halten herangezogen. Dieses belegt außerdem, dass unter den im Jahre 1651 aufgenommenen Verfolgten auch die Vorfahren des Dr. Hermann Simon waren. Der Kommentar der Produzentin dazu lautet: „300 Jahre ist es her und dennoch verwahren Archive die Namenslisten all jener Juden, die einst aus dem damals ungastlichen Wien in die Mark Brandenburg ziehen durften. Darunter auch die Namen der Vorfahren des heutigen Direktors der Stiftung Neue Synagoge Dr. Hermann Simon“. Die Dokumentation zeigt den anschließenden Bau der Alten Synagoge in der Heidereuter Gasse, die damals die erste Synagoge in Berlin war.

### Zustand der Neuen Synagoge 1988 und ihr folgender Wiederaufbau bis zur Neueinweihung 1991

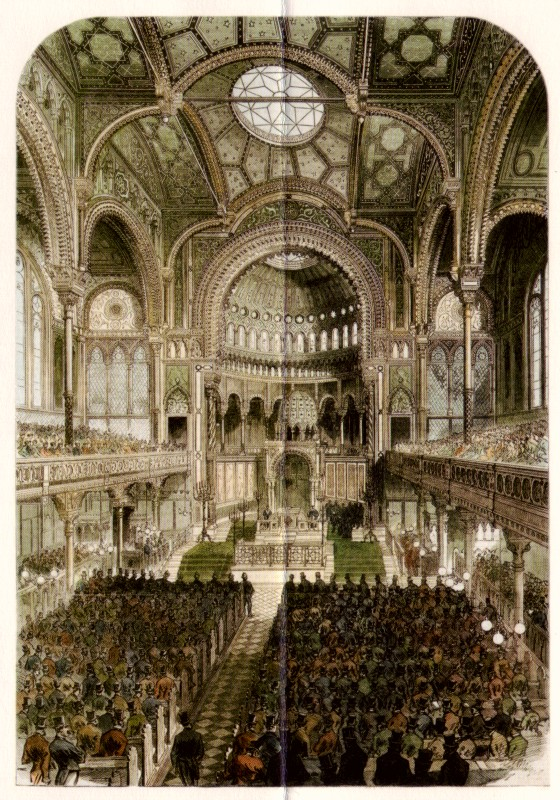
Innenansicht der Synagoge nach Erstfertigstellung

Ausführlich wird die Nachkriegssituation des Gebäudes der Neuen Synagoge gezeigt. Ein Wiederaufbau erfolgte lange Jahre nicht, vor allem weil die Fragen des Eigentums und der Finanzierung unklar waren. Dazu heißt es: „Ein Außenstehender kann sich kaum jenen Zustand vorstellen, in dem sich die Ruine der Synagoge noch im Herbst 1988 befand. Der Schutt reichte bis zu den oberen Fensterkanten. Die Marmorfußböden der noch stehengebliebenen Teile des Gebäudes waren mt einer ca. 80 cm dicken Betonschicht zugegossen worden. In diesem Beton fanden sich zuweilen bei seiner Beseitigung sakrale Geräte, wie das Lämpchen für das Ewige Licht 'Ner Tamid'“. Zu sehen sind dann Nahaufnahmen von einem farbigen erhaltenen Fenster und alte farbige Baupläne der Neuen Synagoge. Daran schließt sich die Dokumentation über die Restaurierungsarbeiten an den Glasfenstern direkt vor Ort am Maßwerk an. Die Vossische Zeitung vom 6. September 1866 beschrieb das Interieur der Synagoge damals wie folgt: „Das Licht strömt durch die bunten Scheiben magisch gedämpft und verklärt. Decken, Wände, Säulen, Bögen und Fenster sind mit verschwenderischer Pracht ausgestattet und bilden mit ihren Vergoldungen und Verzierungen einen wunderbaren, zu einem harmonischen Ganzen sich verschlingenden arabesken Kranz von feenhafter, überirdischer Wirkung.“

### Stiftung und Centrum Judaicum
Nach der Wieder-Fertigstellung des imposanten Bauwerks wurde gemäß der Verordnung vom 16. Juni 1988 eine Stiftung „Zum Gedenken an die Millionen jüdischer Opfer des Faschismus, ihr Märtyrertum und ihren antifaschistischen Widerstand, zu Bewahrung und Pflege jüdischer Kultur und Tradition unter dem Namen Neue Synagoge-Centrum Judaicum“ gegründet. Zum Direktor der Stiftung wurde Dr. Hermann Simon berufen. Die Finanzierung der Stiftungsarbeit erfolgt somit aus Stiftungsgeldern und Spenden, die allerdings kaum kostendeckend sind. Dazu äußerte sich Simon in dem Film: „ Der letzte Kontostand liegt mir im Augenblick nicht vor [...] die Größenordnung bewegt sich in einigen Millionen [...] Ich kann Ihnen soviel sagen, dass [...] das Spendenaufkommen nachgelassen hat, dass es aber immer noch erfreulicherweise tröpfelt ... und da gibt es große Tropfen und kleine Tropfen [...] Es ist immer misslich zu sagen, der hat soviel gespendet und der hat soviel gespendet, weil natürlich die 10.000 Mark des Einen sicher 10.000 Mark sind, aber vielleicht weniger als die 10 Mark, die eine Berlinerin hier jeden Monat persönlich vorbeiträgt, damit sie auch wirklich sieht, dass es angekommen ist, weil sie der Bank nicht glaubt.“ 
1988 richtete die Stiftung Neue Synagoge Berlin ein Kuratorium mit vielen DDR-Ministern und Statuierten ein. 

### Die Baumeister Eduard Knoblauch und Michael Stade
Ein Teil des Filmes berichtet über die Baumeister der Synagoge. Es geht sowohl um den ursprünglichen Baumeister Eduard Knoblauch als auch um den Verantwortlichen für den Wiederaufbau, Michael Stade. Nach den Erinnerungen des Sohnes Gustav Knoblauch „wurde ein Wettbewerb ausgeschrieben, eine allgemeine Konkurrenz für welche Knoblauch das Programm ausarbeitete. Natürlich beteiligte er sich nicht minder an der Bewerbung und sein Projekt errang den ersten Preis“. Architekt Michael Stade, ein evangelischer Christ, übernahm ab 1990 die Bauleitung bei der Vollendung des Wiederaufbaus. Da gab es die  DDR nicht mehr. Am 29. Oktober 1990 konnte das neue Richtfest gefeiert werden.
In einem Interview mit dem Direktor der Stiftung Dr. Hermann Simon und dem Bauleiter Michael Stade wird das politische Motiv der DDR für den Wiederaufbau der Neuen Synagoge erörtert. Auf die Frage „Der Wiederaufbau der Synagoge begann 1988. Das war eine Zeit vor der Wende. Aber war es in der Behandlung der Frage der Juden in Deutschland auch eine Wende, und zwar im Osten, wie auch im Westen?“ antwortete Simon „Das ist richtig, [...] der politische Aspekt, der propagandistische Aspekt [...] und die DDR-Außenpolitik [...] (waren) darauf bedacht, ihr Image aufzupolieren und dass dieses (der Wiederaufbau der Neuen Synagoge) vielleicht das Entrée-Billett für die  Meistbegünstigungsklausel im Handel mit den USA war [...]“. Michael Stade meinte dazu: „[...] dass es erst '88 passiert ist, das Herrn Honecker als Positivum zuzuschreiben, halte ich für Quatsch [...], er hatte damit etwas bezweckt [...], er ist ihm nicht ganz gelungen dieser Zweck [...]“.  
Im März 1993 hatte eine Gruppe aus Vertretern der Repräsentanz der jüdischen Gemeinde Berlin und von  Senatoren der Stadt Berlin darüber entscheiden, ob eine Rekonstruktion oder Konservierung der neuen Synagoge vorgenommen werden soll. Michael Stade moderierte die Expertenrunde. Es war zu entscheiden, ob die Innenarchitektur der Synagoge in den Vorkriegszustand versetzt und rekonstruiert oder der bauliche Zustand 1993 ohne jegliche Rekonstruktion konserviert werden soll. Der Landeskonservator Professor Helmut Engler gab folgende entscheidende Meinung dazu ab: „ [...] die Entscheidung gerade auch von Heinz Galinski mitgetragen, dass man angesichts der finanziellen Basis sich nicht auf [...] ein oder zwei Räume zunächst nur konzentrieren sollte, sondern der Grundgedanke war, den gesamten Gebäudekomplex soweit er erhalten war, zugänglich und instandsetzungsfähig zu machen [...] Dann danach in einzelnen Schritten zu entscheiden, wie man auf der Grundlage des dann gesicherten originalen Bestandes mit der Ausgestaltung weitergehen kann[...] “

### Scheunenviertel und Anderssein
Für Berger-Fiedler bilden Baustelle, Geschichte und Gegenwart der Menschen eine Einheit. Sie  begleitet die Filmdokumentation deswegen mit Bildern aus dem jüdischen Leben in Berlin, das sich in der Nähe des Scheunenviertels abspielte. Zum Thema jüdisches Stadtviertel zeigt der Film auch ein Interview mit Salomea Genin. 1963 durfte diese nach Ostberlin ziehen und wollte später im Scheunenviertel wohnen. Genin erläutert in dieser Befragung die Wahl des Scheunenviertels als ihren Wohnort. Da ihre Eltern selbst aus Polen nach Deutschland eingewanderte Ostjuden gewesen seien, von denen bereits viele im Scheunenviertel gewohnt hatten, fühle sie sich dort heimisch. Hier thematisiert die Filmdokumentation die Frage anderssein schlecht sein mit folgender Frage: „An Deiner Tür steht, hier werden Deutsche und Ausländer empfangen. Hast Du das Gefühl Ausländer zu sein irgendwann mal erlebt ?“. Genin antwortete darauf: „Na ich habe sehr wohl das Gefühl bekommen: Ich bin eine dreckige Jüdin, auch als Kind! Und ich hatte mehrere Erfahrungen, die mich ganz schön traumatisiert haben, damals, die mir sehr große Angst gemacht haben und das sind Ängste, die in den letzten Jahren hochgekommen sind. Auch in den Zeiten der DDR. Denn ich habe sehr wohl den Antisemitismus in der DDR gespürt und was mich am meisten erschreckte, dass die Leute nicht wussten, dass sie Antisemiten sind!“  Die Regisseurin äußert sich dazu: „Wenn Fragen einen selbst betreffen, empfindet man so manches anders [...], von der Seite zuschauen, war immer schon einfach [...] und nie habe ich begriffen, warum keiner die Frage stellt: Warum verlassen Menschen jene Stätte, in der sie geboren sind? Warum suchen sie anderswo ihr Glück zu machen? Und wer, der es nicht einmal versucht hat, kann sich vorstellen, was es heißt ein Fremder zu sein?“ Auf die nächste Frage: „Wann bist Du zurückgekehrt und warum?“ antwortet Genin, dass ihre Wurzeln in Berlin lägen, aber auch, dass die DDR ein Polizeistaat gewesen sei.